# Det Gule Palæ (Gråsten)
 For alternative betydninger, se Det Gule Palæ (flertydig). (Se også artikler, som begynder med Det Gule Palæ)
Palæet er en fredet bygning i Gråsten, Sønderjylland. Bygningen er opført i 1816 og havde oprindeligt to sidefløje. Bygningen har været fredet siden 1921, er gennemgribende renoveret i 1995 og er i dag en privat bolig.
Palæet blev opført af herredsfoged og hofråd Thomas Thomsen (1769-1842) for midler som hans arbejdsgiver hertugen på Gråsten stillede til rådighed. Siden var Palæet hovedhus for en større landbrugsbedrift, en ditto købmand, og 1949 - 1972 kaserne for Den kgl. Livgarde.
54°55′12.16″N 9°35′31.5″Ø / 54.9200444°N 9.592083°Ø